# Ponyrovsky (huyện)
Huyện Ponyrovsky (tiếng Nga: ? райо́н) là một huyện hành chính tự quản (raion), của Tỉnh Kursk, Nga. Huyện có diện tích 679 kilômét vuông, dân số thời điểm ngày 1 tháng 1 năm 2000 là 14200 người. Trung tâm của huyện đóng ở Ponyri.